# Стеф'юк Іванна Іванівна
Іванна Стеф'юк (Олещук) (нар. 3 серпня 1989, Кобаки, Косівського району Івано-Франківської області) — українська письменниця, літературознавиця, етнографиня, методистка. Членкиня Національної спілки письменників України (з 2013). Лавреатка літературно-мистецької премії імені Марка Черемшини, літературної премії імені Василя Стефаника  та літературної премії імені Пауля Целана. Володарка почесної медалі Чернівецької ОДА та Чернівецької обласної ради «Вдячна Буковина». Кандидатка філологічних наук (PhD), докторка філософії в галузі філології. Номінантка (ІІ місце) Всеукраїнського конкурсу "Молодий вчений року" (2022) у рубриці "Наукова співпраця". Лавреатка (фіналістка) українсько-єврейської премії "Зустріч".  

## Життєпис
Упродовж 2012–2016 років навчалася в аспірантурі Чернівецького національного університету імені Юрія Федьковича при кафедрі української літератури, дисертаційне дослідження присвятила Маркові Черемшині. Кандидатка філологічних наук. Сфера наукових зацікавлень: сакральний аспект трактування тексту, топос гір у літературі, Марко Черемшина, українська традиційна культура, родинна обрядовість Буковини.
Працювала журналісткою обласної газети «Доба», журналісткою офіційного сайту ЧНУ, головним редактором каналу «Чернівці. ТВ». Постійна авторка журналу «Золота Пектораль» (Чортків, Тернопілля). Кураторка етнографічного проєкту «Спадщина» Буковинського центру культури і мистецтва (м. Чернівці). Завідувачка науково-методичного відділу дослідження та популяризації традиційної культури Буковинського центру культури і мистецтва. Авторка циклу лекцій на теми української традиційної культури у Музеї трипільської культури (с. Реваківці Кіцманського району). Займається нематеріальною культурною спадщиною Буковини, її дослідженням та популяризацією. Вивчає краєзнавство Снятинського та Косівського районів Прикарпаття. Старша наукова працівниця Снятинського літературно-меморіально музею Марка Черемшини. 

## Письменницька творчість
Друкувалася в газетах «Гуцульський край» (м. Косів), «Буковина» (м. Чернівці), «Буковинське віче» (м. Чернівці), журналах «Гуцульський калєндар» (м. Верховина), «Буковинський журнал» (м. Чернівці), «Перевал» (м. Івано-Франківськ), «Німчич» (м. Вижниця), «Люблю+Слово» (м. Житомир), «Золота Пектораль» (Тернопільщина), «Spheres of Cultures» (Люблін, Польща), «Наше життя» (видається Союзом українок Америки), також публікувалася у колективних альманахах.
Є авторкою:
- книжки прози «З гостем за руку»,
- поетичної книжки-діалогу «І. Стеф'юк. Раптівка / А. Сенчило. Обратная сторона земли» (2018, у співавторстві)
- поетичної книжки «Рибниця»,
- книжки культурологічних есеїв та образків «Портрет українця»[4]
- монографії «Людина і світ у слові Марка Черемшини» (2019);
- співупорядниця книжки «Марко Черемшина у спогадах, документах і матеріалах» (Друк Арт, 2014);
- авторка монографії «Гуцульський ліжник: дискурс через віки» (у співавторстві);
- книжки художніх образків «Про вас» (Дискурсус, 2022)
- книжки поезії "Дика ягода" ( "Дискурсус", 2023)
- книжки етнографічних нарисів "Місце сили" ("Брустури, 2024);
- книжки короткої прози "Дідова правда" ("Брустури", 2024).

Упорядкувала найповніше на сьогодні видання творів Марка Черемшини Райска Птиця ("Брустури", 2023). Членкиня Національної спілки письменників України (з квітня 2013 року). Володарка Гранту Президента України у галузі літератури (2017). Стиендіатка Президента україни. 
Лауреатка літературно-мистецької премії імені Марка Черемшини та літературної премії імені Пауля Целана.
Її повість «Близниця» є фіналістом (ІІ місце) міжнародної премії імен Василя Портяка.
Домінанта стилю Іванни Стеф'юк — активне використання гуцульських діалектизмів, зображення світу горян, осмислення сакрального і містичного у житті людини. Одна з центральних тем зображення в образках — Голокост.

## Фотомодель
Захоплювалася фотозйомками в якості моделі, одна з головних учасниць зйомок Руслана Трача «Инчий світ», «Мандали», «Бакунтова колода», «Абетка для нечуючих», Іллі Перогана «Ретро-історія», Євгена Томинця «Обличчя літератури» та інших. Як фотомодель представлена у двох номерах канадського культурологічного журналу «Разом» (видається українцями Канади).

## Різне
Захоплюється клінічною психологією, моделюванням жіночого одягу, верховою їздою, фотомодельною справою і писанкарством.
Живе і працює в Снятині.